# المرسم الأحمر
المرسم الأحمر L'Atelier Rouge لوحة للرسام هنري ماتيس رسمها عام 1911، وهي موجودة حاليا في متحف الفن الحديث في نيويورك.
في عام 2004 كانت ضمن 500 لوحة تعتبر من أكثر اللوحات المعاصرة تأثيرا، وفق تصويت أجري في هذا الصدد.